# 10242 Wasserkuppe
10242 Wasserkuppe (2808 P-L) là một tiểu hành tinh vành đai chính được phát hiện ngày 24 tháng 9 năm 1960 bởi C. J. van Houten và I. van Houten-Groeneveld ở Đài thiên văn Palomar.